# 包尔江·玛穆什
包尔江·玛穆什(俄罗斯語：Бауыржан Момышулы；一些英文翻译文献也拼作Baurjan Momish-Uli；1910年12月24日［儒略曆11月11日］–1982年6月10日)是哈萨克裔苏联军官及作家，死后被追授苏联英雄和哈萨克斯坦英雄称号。

## 生平

### 早年生活
包尔江·玛穆什出生于奥拉克巴尔加（一个位于今哈萨克斯坦南部茹阿雷区的已废弃阿乌尔）的杜格拉特部落牧民家庭。13岁以前，包尔江·玛穆什一直跟他的亲戚们住在一起，其后，他就读于苏联的寄宿学校。在《沃洛科拉姆斯克公路》中，包尔江说自己没有姓氏，而“玛穆什”只是中间名，在哈萨克语中意为“玛穆什之子”。
|                                                 | 出于记者的习惯，我掏出了记事本。 — “不好意思，请问怎么拼写你的姓氏？” 他回答道： — “我没有姓氏。” 我十分惊讶。但是，他却说“玛穆什”的意思是“玛穆什之子”。 — “那是我的中间名，”他继续说，“我名叫包尔江，没有姓氏。” |
| ——亚历山大·贝克，《沃洛科拉姆斯克公路》，第一章 | |

1929年包尔江完成中等教育后，先后担任过教师、区委书记和检察官助理。后来，他被聘为哈萨克苏维埃社会主义共和国中央经济规划局的一个处长。
1932年11月，包尔江应征入伍，在红军服役了两年，期间他担任了第14山地步兵团的候补团员。退伍后，他前往列宁格勒金融学院学习经济，并就职于苏维埃国家工商银行哈萨克分局。

### 军事生涯
1936年3月25日，包尔江再次被征召入伍，成为中亚军事区第315团下属的排长，就这样开始了二十年左右的军事生涯。1937年3月，第315团被调任到西伯利亚的远东前线。虽然包尔江没有在大清洗中被迫害，但是在他1937年的档案中，却记下了“不但不可靠，而且持着极端民族主义观点”的一笔。他的传记作家梅凯姆塔斯·梅尔扎赫梅图雷认为，此事的原因是他读过马格然·茹马巴耶夫等与阿拉什奥尔达有关的作家创作的诗作。
1939年，包尔江被分配到第105步兵师任炮兵指挥官。1940年2月起，他开始领导驻扎在日托米尔的第202独立反坦克营。
次年1月，包尔江中尉回到哈萨克斯坦，进入阿拉木图军事委员会任职。6月22日，德国大举入侵苏联，他被任命为新成立的苏军316师的第1073团下属的营长（Kombat），接受吉尔吉斯苏维埃社会主义共和国军委伊万·瓦西里耶维奇·潘菲洛夫少将的领导。

### 第二次世界大战
1941年9月，316师被派遣到列宁格勒附近的小维舍拉前线。10月期间，随着国防军向着莫斯科进军，316师（现已是康斯坦丁·罗科索夫斯基将军的苏军第16军的一部分）被转移到战区，并受命保卫穿过沃洛科拉姆斯克城的公路和公路的周边地区。包尔江·玛穆什营分到了鲁扎河沿岸一个长八公里的区域内；在保卫苏联首都的战斗中，包尔江中尉参与了27场战斗。11月16号到18号期间，包尔江营被困在了马特廖尼诺村，与316师的联系也被切断，但是，他们设法抵抗住了德军的进攻，最终突围并回到了战线上。由于表现出色，316师于11月23日被升级为近卫编制，并获名潘菲洛夫第8近卫步枪师，以纪念在11月18日的战斗中阵亡的指挥官伊万·潘菲洛夫。11月末，他晋升为上尉。
包尔江参加了苏军反攻。12月5日这一天，他全身多处受伤，却拒绝撤离接受治疗。
1942年3月，战地记者亚历山大·贝克来到了第八近卫师。那年春季，贝克说服本来不情愿的包尔江·玛穆什与他合作，共著一部关于沃洛科拉姆斯克的战斗的小说。这部小说就是1944年出版的《沃洛科拉姆斯克公路》。包尔江·玛穆什极其讨厌这部小说，称小说对事情的描写不切实际。他直到去世都没有改变自己对这部小说和贝克的看法。
1942年4月，包尔江·玛穆什的指挥官批准他晋升为少校。1942年8月，上级在报告中高度赞扬了他，并建议授予他苏联英雄的称号，然而，这条建议被拒绝了。诗人米哈伊尔·伊西纳利耶夫是包尔江·玛穆什的好友，他撰写过建议被拒绝的原因：“第8近卫师的前军委曾告诉我，说之所以不许授予包尔江·玛穆什苏联英雄称号，是因为政委们把包尔江·玛穆什的哈萨克爱国思想视为危险的民族主义思想。”同年，包尔江·玛穆什加入苏联共产党。当年10月，他晋升为中校，8个月后又晋升为上校。
由于受到旧伤的影响，包尔江·玛穆什被迫在1943年去医院休养了很长一段时间。1944年3月出院后，他进入伏罗希洛夫学院进修高级军官课程。1945年1月21日，包尔江·玛穆什上校被任命为第1波罗的方面军第6近卫军第2近卫步枪军下属的第9近卫步兵师的指挥官。在东普鲁士攻势中，第9师占领了普列库莱附近的15座城镇。战后，包尔江·玛穆什被授予列宁勋章

### 战后岁月
1946年，包尔江·玛穆什再次来到伏罗希洛夫学院进修。1948年6月16日，哈萨克苏维埃社会主义共和国政府命他一边为军队服役，一边担任共和国武装力量合作志愿协会的会长。1948年末，他成为东西伯利亚军事区第49独立步兵旅的副指挥官。1950年起，他开始担任红军后勤及运输军事学院的高级讲师。梅尔扎赫梅托夫称，包尔江·玛穆什是和他一起毕业的500名军官中，唯一一个没有晋升到将军的人；他认为，原因是苏联做出了拒绝让突厥人成为军队高层的政治决策。
1955年，包尔江·玛穆什上校因病退伍，转而从事文学创作。他创作了几部小说，又写了几本关于战争经历的书籍。同时，他还在哈萨克斯坦科学院担任讲师。
1963年，应劳尔·卡斯特罗的邀请，包尔江·玛穆什上校前往古巴，给古巴革命武装力量讲授战术。
包尔江·玛穆什以自己在贝克作品《沃洛科拉姆斯克公路》中的形象闻名。贝克后来又给这部作品添加了两部续作——《几天》和《潘菲洛夫将军的预备役》。三部曲无论是在苏联，还是在世界，都受到了广泛的赞誉。
包尔江·玛穆什曾创作过一本关于1941年沃洛科拉姆斯克的战役的书籍——《莫斯科在我们身后》。这本书在1967年被改编成了电影。1976年，他的自传《我们的家庭》赢得了哈萨克苏维埃社会主义共和国的阿拜·库南巴耶夫奖。
包尔江·玛穆什反对勃列日涅夫派提高小地战役的地位；为他作传的儿子巴克特然说，父亲的立场使得他在政府里树敌众多，令生前获得苏联英雄称号的机会化为乌有。伊西纳利耶夫曾找到丁穆罕默德·库纳耶夫总书记，要求他给包尔江·玛穆什安排一个苏联英雄称号，库纳耶夫却回答，只要阿列克谢·叶皮谢夫还是红军政治保卫局的局长，包尔江·玛穆什就不可能被授予苏联英雄称号。巴赫特然还回忆起，他那一生都是个“不严格的穆斯林”的父亲，晚年却改信了苏菲派。1982年，包尔江·玛穆什逝世，尸体安葬在阿拉木图。
苏联崩溃前不久，哈萨克最高苏维埃主席努尔苏丹·纳扎尔巴耶夫说服莫斯科当局把苏联的最高军事荣誉追授给包尔江·玛穆什，于是，莫斯科当局于1990年12月11日追授他为苏联英雄。哈萨克斯坦独立后，他又被授予哈萨克斯坦英雄称号。他的故乡茹阿雷区的区首府以他的名字命名。
如今，在位于哈萨克斯坦塔拉兹的塔拉兹国家教育机构内，坐落着巴维尔然研究中心。研究中心收藏了各种各样有关巴维尔然·包尔江·玛穆什的资料，既有俄罗斯语的，也有哈萨克语的。

## 家人
包尔江·玛穆什的第一任妻子是比比扎马尔·穆坎克济，两人育有一子，即作家巴克特然·包尔江·玛穆什（1941年-2012年）。
包尔江·玛穆什的第二任妻子是盖尼卡马尔·包别科娃，两人于1961年结婚，并一起生活了12年，直到包别科娃于1973年3月逝世。
包尔江·玛穆什有一个私生女，叫叶连娜·巴维尔扎诺娃·科尔基娜，现居莫斯科。

## 著作
- 《莫斯科在我们身后》 ( «За нами Москва»)
- 《我们的将军》 («Наш генерал»)
- 《一夜的故事》 («История одной ночи»)
- 《我们的家庭》 
- 《军官日记》 («Дневник офицера»)
- 《战争心理学：第一部分》 («Психология войны: 1 часть»)
- 《战争心理学：第二部分》 («Психология войны: 2 часть»)
- 《古巴的会议》 («Кубинские встречи»)

## 媒体
以下演员在电影或电视剧中饰演过巴维尔然·包尔江·玛穆什：
- 阿桑别克·乌穆拉利耶夫（1968年电影《莫斯科在我们身后》）。[28]
- 鲍里斯·谢尔巴科夫（1984年电视迷你剧《沃洛科拉姆斯克公路》）。[29]

2010年，哈萨克电影制片厂发行了由卡利拉·乌马罗夫导演的纪录片《传奇的巴维尔然》(«Қазақтың Бауыржаны»)。